# Rea Peak
Rea Peak är en bergstopp i Antarktis. Den ligger i Sydshetlandsöarna. Argentina, Chile och Storbritannien gör anspråk på området. Toppen på Rea Peak är 590 meter över havet.
Terrängen runt Rea Peak är huvudsakligen kuperad, men åt sydost är den platt. Trakten är glest befolkad. Närmaste befolkade plats är Commandante Ferraz Station, 12,9 kilometer sydväst om Rea Peak. 